# Gomphidia bredoi
Gomphidia bredoi é uma espécie de libelinha da família Gomphidae.
Pode ser encontrada nos seguintes países: Angola, República Democrática do Congo, Costa do Marfim, Gana, Nigéria e Uganda.
Os seus habitats naturais são: florestas subtropicais ou tropicais húmidas de baixa altitude e rios.
Está ameaçada por perda de habitat.